# توم أوكر
توم أوكر (بالهولندية: Tom Okker) مواليد 22 فبراير 1944 في أمستردام، هو لاعب كرة مضرب هولندي سابق بدأ مسيرته كمحترف سنة 1968 وكان يلعب باليد اليمنى، اعتزل اللعب في 1981. كما أنه أحد أبطال الجراند سلام. أعلى تصنيف له في الفردي كان المركز الـ 3 في سنة 1974.

## بطولات حققها
- دورة رولان غاروس الدولية
- بطولة أمريكا المفتوحة للتنس

## النهائيات

### الفردي النهائي, 1 (الوصافة 1)
| الحصيلة | السنة | البطولة         | الأرضية | المنافس في النهائي | النتيجة في النهائي        |
| ------- | ----- | --------------- | ------- | ------------------ | ------------------------- |
| الوصافة | 1968  | أمريكا المفتوحة | عشبية   | أرثر أش            | 12–14, 7–5, 3–6, 6–3, 3–6 |

## روابط خارجية
- توم أوكر على موقع رابطة محترفي التنس (الإنجليزية)
- توم أوكر على موقع الاتحاد الدولي لكرة المضرب (الإنجليزية)
- توم أوكر على موقع كأس ديفيز (الإنجليزية)
- توم أوكر على موقع بطولة ويمبلدون (الإنجليزية)
- توم أوكر على موقع خلاصة التنس.كوم (الإنجليزية)